# ۱۱۱۴ (خورشیدی)
۱۱۱۴ هزار و صد و چهاردهمین سال هجری خورشیدی است.

## رویدادها
- تاجگذاری نادرشاه افشار در دشت مغان
- پایان پادشاهی شاه عباس سوم صفوی.